# Кошланд, Дуглас
Дуглас Кошланд (Douglas (Doug) E. Koshland; род. 1953, Лонг-Айленд, Нью-Йорк) — американский цитолог и генетик. Доктор философии, профессор Калифорнийского университета в Беркли, член НАН США (2010). В 1987—2010 годах научный сотрудник Института Карнеги. Отмечен Genetics Society of America Medal (2021).
Младший сын Дэниела Кошланда и Marian Koshland.
Являлся постдоком в лаборатории Marc Kirschner Калифорнийского университета в Сан-Франциско.
В 2010—2012 годах исследователь Медицинского института Говарда Хьюза. Президент iBiology. Вице-президент Life Sciences Research Foundation.
Член Американской академии искусств и наук (2000), фелло Американской ассоциации содействия развитию науки. Отмечался Beckman Young Investigators Award (1991).
Публиковался в Genes & Development, PNAS, Science.